# Amédée Louis Michel le Peletier, comte de Saint-Fargeau
Amédée Louis Michel le Peletier, comte de Saint-Fargeau (9 oktober 1770 - 23 augustus 1845), ook wel gespeld als Lepeletier of Lepelletier, was een Frans entomoloog en specialist in de Hymenoptera.
Vanaf het jaar 1833 tot aan zijn dood was hij president van de Societe entomologique de France.

## Werken
- Met Gaspard Auguste Brullé Histoire naturelle des insectes. Hyménoptères. Roret, Paris 1836–46 p.m.
- Memoires sur le G. Gorytes Latr. Arpactus Jur. Paris 1832.
- Monographia tenthredinetarum, synonimia extricata. Levrault, Paris 1823–25.
- Mémoire sur quelques espéces nouvelles d’Insectes de la section des hyménoptères appelés les portetuyaux et sur les caractères de cette famille et des genres qui la composent. Paris 1806.
- Défense de Félix Lepeletier. Vatar, Paris 1796/97.
- Met Jean Guillaume Audinet-Serville A treatise on Hemiptera to Guillaume-Antoine Olivier's Histoire naturelle. Entomologie, ou histoire naturelle des Crustacés, des Arachnides et des Insectes (Encyclopédie Méthodique)

- Bibliothèque nationale de France: cb11911734j (data)
- Author citation (botany): Le Pelet.
- Gemeinsame Normdatei: 128527641
- International Standard Name Identifier: 0000 0000 8102 8224
- Nederlandse Thesaurus van Auteursnamen: 156453568
- Système universitaire de documentation: 026974282
- Trove: 968130
- Virtual International Authority File: 24604066